# Утакмице фудбалске репрезентације Мађарске 1906.
| Домаћин · 1906 | Гост · 1906 |

Фудбалска репрезентација Мађарске је током 1906. одиграла три утакмице, два ремија против Чешке Краљевине и једну победу против Аустрије. У деветом мечу, седамнаестогодишњи младић Имре Шлосер, играч Ференцвароша, је дебитовао и који је касније двадесет и једну годину био носилац мађарске фудбалске репрезентације, постигао је укупно 58 голова на 68 утакмица.
Савезни капетан репрезентације: Алфред Хајош 8–10.

## Утакмице
| Мађарска  | 1 : 1 (0 : 0)                       | Краљевина Бохемија |
| --------- | ----------------------------------- | ------------------ |
| Карољ 80’ | Мађарска против Бохемије и Моравије | Валашек 63’        |

| Краљевина Бохемија                      | 4 : 4 (1 : 1)       | Мађарска                                        |
| --------------------------------------- | ------------------- | ----------------------------------------------- |
| Штари 22’ 83’ · Баумрук 65’ · Кошек 88’ | Моравија и Мађарска | Хорват 33’ 86’ · Карољ 59’ · Имре Молнар II 60’ |

| Мађарска                                    | 3 : 1 (1 : 0)    | Аустрија  |
| ------------------------------------------- | ---------------- | --------- |
| Имре Молнар II 26’ · Шлосер 55’ · Карољ 65’ | Будимпешта и Беч | Хушак 75’ |

Састав репрезентације Мађарске на 8. утакмици
Ласло Ижо, Шандор Шаркези, Јанош Арпад Кишфалуди, Тивадар Горски, Јожеф Колтаи, Ђула Киш, Бела Шебешћен, Јене Карољ, Јанош Бошњаковитс, Јожеф Хорват, Карољ Олах
- Селектор: Алфред Хајош[3]

Састав репрезентације Мађарске на 9. утакмици
Ласло Домонкош, Ференц Маглиц, Ференц Молнар, Еден Шашек, Јанош Седничек, Ђула Биро, Бела Шебешћен, Јене Карољ, Јожеф Хорват, Имре Молнар, Имре Шлосер
- Селектор: Алфред Хајош[4]

Састав репрезентације Мађарске на 10. утакмици
Ласло Домонкош, Ференц Маглиц, Ференц Молнар, Тивадар Горски, Шандор Броди, Јанош Арпад Кишфалуди, Бела Шебешћен, Јене Карољ, Јожеф Хорват, Имре Шлосер, Имре Молнар
- Селектор: Алфред Хајош[5]

## Играчи репрезентације
| - Јене Карољ - Имре Шлосер - Шандор Броди - Алфред Хајош, селектор |